# Campionati europei di BMX 2011-2012
L'edizione 2011-2012 dei Campionati europei di BMX si è svolta su 6 incontri di 2 giorni, in totale 12 manche.
Le località di competizione sono state Valkenswaard (Paesi Bassi), Klatovy (Repubblica Ceca), Ginevra (Svizzera), Courtrai (Belgio), Creazzo (Italia) e Orléans (Francia).

## Medagliati
| Prove         | Oro                            | Argento                      | Bronzo                            |
| Uomini elite  | Lettonia Edžus Treimanis       | Lettonia Rihards Veide       | Paesi Bassi Jordy van der Heijden |
| Uomini junior | Francia Amidou Mir             | Francia Romain Mahieu        | Germania Julian Schmidt           |
| Donne elite   | Francia Eva Ailloud            | Rep. Ceca Jana Horáková      | Rep. Ceca Aneta Hladikova         |
| Donne junior  | Norvegia Live Andrea Mikkelsen | Danimarca Simone Christensen | Germania Nadja Pries              |

## Risultati

### Uomini Elite
| Prova | Località     | Vincitore                   | Secondo                     | Terzo                             |
| ----- | ------------ | --------------------------- | --------------------------- | --------------------------------- |
| I     | Valkenswaard | Damien Godet (FRA)          | Thomas Hamon (FRA)          | Rihards Veide (LVA)               |
| II    | Valkenswaard | Moana Moo Caille (FRA)      | Edzus Treimanis (LVA)       | Rihards Veide (LVA)               |
| III   | Klatovy      | Edzus Treimanis (LVA)       | Raymon Van Der Biezen (NLD) | Benjamin Janssens (FRA)           |
| IV    | Klatovy      | Raymon Van Der Biezen (NLD) | Edzus Treimanis (LVA)       | Rihards Veide (LVA)               |
| V     | Ginevra      | Joris Daudet (FRA)          | Edzus Treimanis (LVA)       | Sylvain Andre (FRA)               |
| VI    | Ginevra      | Joris Daudet (FRA)          | Sylvain Andre (FRA)         | Edzus Treimanis (LVA)             |
| VII   | Kortrijk     | Brian Kirham (AUS)          | Jelle van Gorkom (NLD)      | Edzus Treimanis (LVA)             |
| VIII  | Kortrijk     | Brian Kirham (AUS)          | Sylvain Andre (FRA)         | Moana Moo Caille (FRA)            |
| IX    | Creazzo      | Rihards Veide (LVA)         | Toms Mankus (LVA)           | Fausto Andres Endara Madera (ECU) |
| X     | Creazzo      | Rihards Veide (LVA)         | Edzus Treimanis (LVA)       | Jordy van der Heijden (NLD)       |
| XI    | Orléans      | Joris Daudet (FRA)          | Edzus Treimanis (LVA)       | Jordy van der Heijden (NLD)       |
| XII   | Orléans      | Joris Daudet (FRA)          | Rihards Veide (LVA)         | Toms Mankus (LVA)                 |

### Classifica
La classifica viene calcolata sulla base dei 10 migliori piazzamenti ottenuti dal concorrente. I punteggi scartati sono qui segnati come negativi (-).
| Classifica | Concorrente                       | Totale | Paesi Bassi | Paesi Bassi | Rep. Ceca | Rep. Ceca | Svizzera | Svizzera | Belgio | Belgio | Italia | Italia | Francia | Francia |
| ---------- | --------------------------------- | ------ | ----------- | ----------- | --------- | --------- | -------- | -------- | ------ | ------ | ------ | ------ | ------- | ------- |
| 1          | Lettonia Edžus Treimanis          | 315    | -21         | 34          | 32        | 28        | 35       | 31       | 32     | 26     | 27     | 35     | 35      |         |
| 2          | Lettonia Rihards Veide            | 292    | 30          | 32          | -17       | 25        | 27       | 25       | -14    | 18     | 39     | 39     | 22      | 35      |
| 3          | Paesi Bassi Jordy van der Heijden | 236    | 29          | 21          | -11       | -10       | 24       | 21       | 24     | 13     | 17     | 30     | 29      | 28      |
| 4          | Paesi Bassi Twan van Gendt        | 217    | 21          | 30          | 16        | 20        | 23       | 27       | 15     | 27     |        |        | 17      | 21      |
| 5          | Lettonia Toms Mankus              | 208    |             |             | 23        | 8         | 12       | 26       | 23     | 16     | 35     | 13     | 20      | 32      |
| 6          | Paesi Bassi Glenn van de Wetering | 194    | 23          | 18          | -5        | 9         | 26       | -8       | 18     | 17     | 26     | 28     | 10      | 19      |
| 7          | Francia Lilian Goux               | 189    | -7          | 13          | 18        | 20        | 15       | 20       | 18     | -4     | 20     | 13     | 27      | 25      |
| 8          | Lettonia Kristers Lejins          | 173    | 24          | 11          | 20        | 15        | 19       | 20       | -9     | 14     | 19     | -9     | 13      | 18      |
| 9          | Francia Thomas Hamon              | 169    | 34          | 16          |           |           | 18       | 27       | 23     | 19     |        |        | 18      | 14      |
| 10         | Francia Julian Perrier            | 167    | 13          | 15          | 13        | 10        | 17       | 15       | 19     | 16     | 26     | 23     | -9      | -10     |

#### Donne Elite
| Prova | Località     | Vincitrice                  | Seconda                 | Terza                    |
| ----- | ------------ | --------------------------- | ----------------------- | ------------------------ |
| I     | Valkenswaard | Magalie Pottier (FRA)       | Aneta Hladikova (CZE)   | Vilma Rimšaitė (LTU)     |
| II    | Valkenswaard | Magalie Pottier (FRA)       | Vilma Rimšaitė (LTU)    | Aneta Hladikova (CZE)    |
| III   | Klatovy      | Vilma Rimšaitė (LTU)        | Jana Horakova (CZE)     | Aneta Hladikova (CZE)    |
| IV    | Klatovy      | Eva Ailloud (FRA)           | Jana Horakova (CZE)     | Vilma Rimšaitė (LTU)     |
| V     | Ginevra      | Jana Horakova (CZE)         | Eva Ailloud (FRA)       | Maartje Hereijgers (NLD) |
| VI    | Ginevra      | Manon Valentino (FRA)       | Magalie Pottier (FRA)   | Aneta Hladikova (CZE)    |
| VII   | Kortrijk     | Shanaze Reade (GBR)         | Magalie Pottier (FRA)   | Laura Smulders (NLD)     |
| VIII  | Kortrijk     | Manon Valentino (FRA)       | Shanaze Reade (GBR)     | Eva Ailloud (FRA)        |
| IX    | Creazzo      | Eva Ailloud (FRA)           | Romana Labounkova (CZE) | Jana Horakova (CZE)      |
| X     | Creazzo      | Romana Labounkova (CZE)     | Eva Ailloud (FRA)       | Vilma Rimšaitė (LTU)     |
| XI    | Orléans      | Laetitia Le Corguille (FRA) | Eike Vanhoof (BEL)      | Eva Ailloud (FRA)        |
| XII   | Orléans      | Laetitia Le Corguille (FRA) | Romana Labounkova (CZE) | Stefany Hernandez (VEN)  |

### Classifica
La classifica viene calcolata sulla base dei 10 migliori piazzamenti ottenuti dalLA concorrente. I punteggi scartati sono qui segnati come negativi (-).
| Classifica | Concorrente                    | Totale | Paesi Bassi | Paesi Bassi | Rep. Ceca | Rep. Ceca | Svizzera | Svizzera | Belgio | Belgio | Italia | Italia | Francia | Francia |
| ---------- | ------------------------------ | ------ | ----------- | ----------- | --------- | --------- | -------- | -------- | ------ | ------ | ------ | ------ | ------- | ------- |
| 1          | Francia Eva Ailloud            | 220    | -10         | -13         | 18        | 24        | 27       | 17       | 19     | 21     | 31     | 27     | 20      | 16      |
| 2          | Rep. Ceca Jana Horáková        | 211    | 20          | 18          | 24        | 24        | 29       | 17       | 17     | -14    | 23     | -15    | 20      | 19      |
| 3          | Rep. Ceca Aneta Hladikova      | 196    | 23          | 21          | 19        | 19        | 16       | 23       |        |        | 22     | 22     | 17      | 14      |
| 4          | Lettonia Vilma Rimšaitė        | 187    | 16          | 25          | 28        | 21        | 15       | 16       | -14    | 14     | -12    | 22     | 14      | 16      |
| 5          | Paesi Bassi Maartje Hereijgers | 140    | 16          | 15          | 13        | 15        | 23       | 16       | 13     | 12     |        |        | 8       | 9       |
| 6          | Paesi Bassi Laura Smulders     | 139    | 14          | 12          | 8         | 12        | 14       | 14       | 20     | 19     |        |        | 17      | 9       |
| 7          | Paesi Bassi Dana Sprengers     | 139    | 18          | 14          | 15        | 11        | -8       | 13       | -10    | 11     | 14     | 15     | 17      | 11      |
| 8          | Rep. Ceca Romana Labounkova    | 133    |             |             | 4         | 4         | 4        | 4        | 14     | 11     | 25     | 30     | 11      | 26      |
| 9          | Francia Mélanie Boudoux        | 74     | 10          | 9           |           |           | 9        | 5        | 7      | 9      | 10     | 8      | 3       | 4       |
| 10         | Lettonia Sandra Aleksejeva     | 64     | 5           | 7           | 5         | 8         | 8        | 4        | 13     | 7      |        |        | 3       | 4       |

## Medagliere
| Posiz. | Nazione     | Oro | Argento | Bronzo | Totale |
| ------ | ----------- | --- | ------- | ------ | ------ |
| 1      | Francia     | 2   | 1       | 0      | 3      |
| 2      | Lettonia    | 1   | 1       | 0      | 2      |
| 3      | Norvegia    | 1   | 0       | 0      | 1      |
| 4      | Rep. Ceca   | 0   | 1       | 1      | 2      |
| 5      | Danimarca   | 0   | 1       | 0      | 1      |
| 6      | Germania    | 0   | 0       | 2      | 2      |
| 7      | Paesi Bassi | 0   | 0       | 1      | 1      |
|        | Total       | 4   | 4       | 4      | 12     |